# 滝本誠一
滝本 誠一（たきもと せいいち、1857年11月13日（安政4年9月27日） - 1932年（昭和7年）8月20日）は、宇和島藩出身の経済学者、経済思想史家、官吏、農政家、経世論提唱者。経済史研究の開拓者の一人であり、日本経済史を始めヨーロッパ経済史、経済学史などの研究も行なった。特に江戸時代の経済思想史の先覚者として、山川均を始めとする労農派の思想に大きな影響を与えた。

## 経歴
江戸の宇和島藩邸に生まれ、藩校及び宇和島郡立不棄学校において中上川彦次郎、渡辺恒吉などに学び、のち1881年（明治14年）に慶應義塾を卒業して、紀州藩の藩校の後身校・和歌山市自修学校（徳修学校）に英語教師として赴任。
のち星亨の経営した『東京公論』などで主筆を務め、『神戸又新日報』・『東京朝日新聞』・『朝野新聞』などの記者に転じ、1898年（明治31年）に雑誌『明義』を発刊。印刷所経営などを経たのち、1904年（明治37年）から1914年（大正3年）にかけて千葉県で開墾事業に従事する。
1911年（明治44年）に京都帝国大学法科大学の嘱託として赴任し、1914年（大正3年）に同志社大学教授に就任。江戸時代の学者の経済学体系を集成した『日本経済叢書』を編纂する。翌年に大蔵省嘱託となり、1918年（大正7年）に博士会の推薦によって法学博士の学位を受ける。同志社では、学長原田助排斥運動に巻き込まれ、翌1919年（大正8年）同大教授を退く。
同1919年（大正8年）に慶應義塾大学部に招かれて講師となり、翌1920年（大正9年）に同大学理財科（現・経済学部）教授となり、亡くなるまで経済史、経済思想史を講じた。この間、東京商科大学（現・一橋大学）教授、立教大学教授、専修大学の講師などを兼ねた。
社会経済史学会評議員なども務めた。

## 人物
- 慶應の教授時代、純粋の慶應義塾出身でないことから、自ら教授会には出席しなかった。試験にノート、参考書持参を許したため、生徒に喜ばれ、ゼミ生はすこぶる多かった[4]。
- 兼務した立教大学が余程好きだったようで、『立教は気持ちがええよ、慶應の教授室など、入っても腰を下す気もせんが、そこへいくと立教はどことなく、和やかなとこがあって、面白い』とよく語った。しかし、教授陣の顔ぶれや担当科目のことになると、学材行政の方面には関係がなく、どちらかと言えば客分扱いであったにも関わらず、大学の発展や教授の問題などにとても熱心であった[3]。

## 年表
- 1857年 伊予宇和島藩伊達屋敷生まれ。
- 1874年 愛媛県宇和島郡立不棄学校入学。
- 1881年 慶應義塾卒業。
- 1889年 朝野新聞社入社。
- 1911年 京都帝国大学法科大学嘱託。
- 1914年 同志社大学教授。
- 1915年 大蔵省嘱託。
- 1918年 法学博士。帝国学士院にて故桂公爵記念賞を受ける。
- 1919年 同志社大学教授辞任。
- 1920年 慶應義塾大学部理財科（現・経済学部）教授。
- 1929年	慶應義塾大学文学部教授兼任。

## 著書
- 『経済帝国論』
- 『日本経済叢書』（編纂）
- 『日本経済大典』（編纂）
- 『経済一家言』
- 『乞食袋』
- 『佐藤信淵家学全集』（編纂）